# Generał della Rovere
Generał della Rovere (wł. Il generale Della Rovere) – włosko-francuski dramat wojenny z 1959 roku w reżyserii Roberta Rosselliniego. W roli tytułowej wystąpił słynny reżyser i aktor Vittorio De Sica.
Obraz zdobył Złotego Lwa na 20. MFF w Wenecji ex aequo z włoską komedią Wielka wojna Maria Monicellego. Wyróżniono go też nominacją do Oscara za najlepszy scenariusz oryginalny.

## Fabuła
Akcja rozgrywa się zimą 1943-1944 roku w Genui, a pierwowzorem głównego bohatera była prawdziwa postać Giovanniego Bertoniego. Emanuele Bardone jest drobnym złodziejaszkiem, którego werbują naziści, by zinfiltrował osadzonych w mediolańskim więzieniu członków włoskiego ruchu oporu. Odtąd ma odgrywać rolę generała della Rovere, który tak naprawdę został właśnie stracony przez nazistów. Bardone stopniowo przeobraża się z drobnego oszusta w prawdziwego bohatera.

## Obsada
- Vittorio De Sica – Emanuele Bardone/Grimaldi
- Hannes Messemer – porucznik SS Müller
- Vittorio Caprioli – Aristide Banchelli
- Sandra Milo – Olga
- Giovanna Ralli – Valeria
- Maria Greco – Madame Vera
- Herbert Fischer – niemiecki sierżant
- Anne Vernon – Clara Fassio
- Franco Interlenghi – Antonio Pasquali
- Ivo Garrani – przywódca partyzantów
- Linda Veras – niemiecka asystentka[4]

## Produkcja
Zdjęcia do filmu kręcono w Rzymie.